# Infotainment
Infotainment (en sammanslagning av orden information och entertainment, underhållning) syftar på produktioner, främst i tv, som syftar på att presentera fakta på ett underhållande sätt – eller underhålla med lättsam presentation av fakta. Ofta är ämnena valda snarare på basen av tittarintresse (med drag av sensationalism) än på basen av ämnenas betydelse.
Företeelsen kritiseras i synnerhet då konventionella nyhets-, fakta-, aktualitets- och morgonprogram förändras i riktning mot eller ersätts med infotainment.
I Sverige slog genren igenom stort under 2000-talet med bland andra Karin af Klintberg och Fredrik Lindström i spetsen, inte minst i och med deras gemensamma produktioner Värsta språket och Världens modernaste land. Andra exempel på svenska infotainmentprogram är TV-morgonprogrammen i SVT och TV4, samt program som Kobra, Svenska dialektmysterier och Historieätarna.